# Charles Bernard Desormes
Charles Bernard Desormes (Digione, 3 giugno 1771 – Verberie, 30 agosto 1862) è stato un medico e chimico francese.

## Biografia
Dopo aver frequentato le scuole a Parigi nel 1794, diventa amico e collaboratore di Nicolas Clément (1779-1841). Insieme riescono a determinare la composizione del monossido di carbonio (CO) durante gli anni 1801-1802. Iniziò una collaborazione scientifica con la scuola che duro diversi anni. Eletto nel 1848 all'assemblea nazionale, era schierato con i repubblicani. Divenne anche corrispondente dell'accademia delle scienze nel 1819.

## Opere
Fra le sue opere le più importanti sono:
- Considérations sur les routes en général et sur celles du département de l'Oise, 1834